# 딥 블루 씨
《딥 블루 씨》(영어: Deep Blue Sea)는 1999년 개봉한 미국의 해양 SF 공포 영화이다. 레니 할린 감독 연출작이며, 새프런 버로스, 토머스 제인, 새뮤얼 L. 잭슨, 마이클 래퍼포트, LL 쿨 J 등이 출연하였다.
지금까지 정식 비디오 영화 속편이 두 편 출시되었다. 대니엘 세이브리가 주연한 2018년작 《딥 블루 씨 2》(en:Deep Blue Sea 2)와 타니아 레이먼드가 주연한 2020년작 《딥 블루 씨 3》(en:Deep Blue Sea 3)이다.

## 줄거리
알츠하이머병을 앓는 아버지를 둔 수전(새프런 버로스 분)은 짐과 함께 카이머라 제약 회사에서 후원하는 수중 연구소 어콰티카 실험실에서 알츠하이머 환자들에게서 발견되는 휴면 상태 뇌세포를 재활성하는 약을 개발하는 중이다. 여기에 희생되고 있는 대상 실험 동물은 청상아리이다.
청상아리 한 마리가 시설에서 탈출해 민간인을 공격하는 사고가 발생하자 투자자들을 안심시키기 위해 경영자 러셀 프랭클린이 직접 연구소를 찾아와 상황을 점검한다. 러셀을 매개로 관객은 주인공들이 활용하게 될 장비, 무기 정보와 연구소의 대략적인 청사진을 얻게 된다.
러셀의 방문 도중 이들은 가장 큰 청상아리 개체의 뇌 조직에서 특정 단백질 복합체를 추출해 인간 뇌조직 재생성 실험에 성공하는데, 이 청상아리가 짐의 오른팔을 뜯어낸다. 들것에 실린 짐이 헬리콥터로 인양되는 과정에서 밧줄이 오작동하면서 짐은 청상아리 우리 안으로 추락하고 헬리콥터는 통제탑에 부딪혀 폭발한다.
사실 수전과 짐은 단백질 복합체를 충분히 얻을 수 없자 유전자 조작을 가하여 청상아리 뇌를 인위로 키워왔으며, 부작용으로 청상아리들은 훨씬 영민하고 포악한 살인 괴물로 변한 상태이다.
이제 이들은 자신들이 만들어낸 무시무시한 식인 청상아리에게 쫓기는 신세가 되었다. 설상가상으로 휘몰아치는 폭풍에 해양 실험실이 가라앉는 절박한 상황에 처하는데...

## 출연
- 새프런 버로스 - 수전 매캘리스터 박사 역
- 토머스 제인 - 카터 블레이크, 상어 조련사 역
- LL 쿨 J - 셔먼 "프리처" 더들리, 조리사 역
- 재클린 매켄지 - 재니스 "잰" 히긴스, 해양 생물학자 역
- 마이클 래퍼포트 - 톰 스코긴스, 기술자 역
- 아이다 터투로 - 브렌다 컨스, 탑 기사 역
- 스텔란 스카르스고르드 - 짐 휘틀록 박사 역
- 새뮤얼 L. 잭슨 - 러셀 프랭클린 역

## 기타 제작진
- 협력 제작: 리베카 스파이킹스

## 참고
다양한 유사 영화가 대한민국에 이 영화의 정식 속편으로 잘못 소개되었다. 해당 목록은 아래와 같다.
- 샤크 어택 2 (2000, Shark Attack 2) - 국내에 《딥 블루 씨 2》로 출시되었으며 수입배급사의 짝퉁 속편 출시가 심각한 문제가 되자 KBS 9시 뉴스에서도 등장하였다.
- 데이곤 (2001, Dagon: la secta del mar) - 국내에 《딥 블루 씨 3》으로 출시되었다.
- 블루 디먼 (2004, Blue Demon) - 국내에 《딥 블루 씨 리턴즈》로 출시되었다.
- 크라컨 (2006, Kraken: Tentacles of the Deep) - 국내에 《딥 블루 씨 크라켄》으로 출시되었다.

## 우리말 녹음
SBS 성우진 (2002년 8월 11일)
- 강희선 - 수전(새프런 버로스)
- 이정구 - 카터(토머스 제인)
- 김기현 - 프랭클린(새뮤얼 L. 잭슨)
- 이병식 - 프리처(LL 쿨 J)
- 조경모 - 스코긴스(마이클 래퍼포트)
- 최성우 - 재니스(재클린 매켄지)
- 송덕희 - 브렌다(아이다 터투로)
- 김관진 - 짐(스텔란 스카르스고르드)
- 양희문 - 구조 대원(브렌트 롬)
- 이명선 - 프리처의 앵무새(프랭크 웰커)
- 임진응 - 구조 대원(대니얼 레이)